# Johann Faustus (Eisler)
Johann Faustus ist der Titel einer von Hanns Eisler geplanten und nur in Fragmenten fertiggestellten Oper und ist gleichzeitig sein einziges literarisches Werk. Eisler verwendete in seinem Libretto die Faustfigur, um ideologiekritisch die herrschende Kultursituation nach der Gründung der Deutschen Demokratischen Republik zu verarbeiten und zu kritisieren. Sie betraf mit ihrem Thema Faust-Goethe den zentralen Punkt des offiziellen DDR-Selbstverständnisses von der „Pflege der (deutschen) Nationalkultur“ und kann als Eislers wesentlichster Beitrag zur Formalismusdebatte verstanden werden.

## Die Entstehung
Die erste Anregung, sich diesem Stoff zu nähern, reichten bereits in seine Exiljahre nach Kalifornien zurück. Thomas Mann arbeitete seit 1943 an seinem Roman Doktor Faustus, er stellte dieses Manuskript mehrfach zwischendurch auch Eisler und anderen zur Diskussion vor. Mann beschreibt dies auch in Die Entstehung des Doktor Faustus, so auch über die gemeinsamen, heiteren Gespräche darüber im Hause Arnold Schönbergs. Als das Buch dann 1947 erschien, war Eisler einer der ersten, der es las.
Am 13. Juli 1951, dem Todestag seines Lehrers Arnold Schönberg, von dem er allerdings erst zwei Tage später erfuhr, beendete Eisler den ersten Entwurf zu seinem Faust-Libretto. Bereits zu dieser Zeit mehrten sich bei ihm tiefe Zweifel über die Arbeitsweise, er fühlte sich aus der bisherigen Spontaneität und Experimentierfreude herausgedrängt und bemühte sich, eine – wie er schrieb – reife, runde, gültige Leistung zu erbringen. Gleichzeitig hatte er den Anspruch, dieses Libretto so zu verfassen, dass es auch von allen wirklich verstanden werde, eine Oper, die mit dem Volk auf Du und Du steht, indem die Elemente des Volksschauspiels wieder eingeführt werden.
Eisler greift in seinem Anspruch auch auf das frühe Puppenspiel als wichtigste Überlieferungsform des populären Stoffs zurück, erneuert durch eine Aufführung eines erzgebirgischen Puppentheaters, und auf die Wiener Figur des Hanswurst, dem Kasperl, welche ihm aus seiner Zeit in Wien 1921 sehr vertraut war, wie man in seinen Tagebuchaufzeichnungen nachlesen kann.
Trotz seiner Zweifel nach dem ersten Entwurf sendete er das Manuskript an Thomas Mann und Lion Feuchtwanger, welche sich noch in den Vereinigten Staaten befanden und ihm in ihrer Reaktion auf den Entwurf beide ein „Werk von hohem dichterischen Rang“ bescheinigten. Ebenso diskutierte Eisler das Stück mit Brecht, schon während der Niederschrift. Mann bemerkte in seinem Brief, „dass das Ganze hübsch provokant sei“. Nach der Fertigstellung im August 1952 übergab Eisler das Manuskript an den Aufbau-Verlag, die Buchausgabe erschien im Oktober 1952. Das Buch musste jedoch nach heftigen politischen Debatten wieder aus dem Verkehr gezogen werden.
Die DDR-Erstaufführung des Textes fand 1982 im Berliner Ensemble statt.

## Inhalt

### Vorspiel
Das Vorspiel findet in der Unterwelt, dem Totenreich, statt. Pluto, der Herrscher der Unterwelt, hört die Klagen des Totenschiffers Charon und seiner „Agenten“. Sie bedauern, keine großen Seelen mehr zu bekommen. Als Ursache wird die allgemeine schlechte Lage ausgemacht. Es gehe den Menschen so schlecht, dass sie keine Sünden mehr begehen könnten. Als eine edle, außergewöhnliche Seele erwähnt Pluto Doktor Faust. Er fordert den Teufel Mephisto auf, Faust der Unterwelt zuzuführen, da er sich doch während der Bauernkriege im Sinne der Hölle verhalten habe. Mephisto weiß Näheres über Faust: Er habe aus Verzweiflung vier Doktortitel erworben und wende sich, von Vernunft und Wissenschaft angeekelt, wieder der Religion zu.
Die angedeutete Schuld Fausts wird mit fortschreitender Handlung immer weiter ausgeführt. Indem er sich von den Bauern abwandte und aus Angst den Aufstand der Bauern ablehnte, verriet er sie. Faust handelte dabei entgegen seiner eigenen Überzeugung. Er leidet darunter und bereut diesen Verrat.

### Erster Akt: Wittenberg
Faust findet in der Bibel keinen Trost, da ihm ein solcher „Kinderglaube“ nicht mehr möglich ist. Er sieht die „Schwarzkunst“ als einen möglichen Ausweg, zögert aber noch, sich ihr zu verschreiben und beschließt, unter Menschen zu gehen. Dabei trifft er den invaliden Bauernkrieger Karl. Faust bedauert ihn, hält aber den bewaffneten Kampf der Bauern für einen Fehler. Faust ist selbst der Sohn eines Bauern und Karl kennt ihn seit der Kindheit. Der Verrat wird so ein doppelter: an den Bauern und an seiner eigenen Herkunft. Am Ende muss sich der zögerliche Intellektuelle vom revolutionären Bauern wegen seiner Lobpreisung der unpolitischen, gesellschaftsfernen Wissenschaft auslachen lassen und geht scheu davon.
Nach Hause zurückgekehrt, beschließt er, sich der „Schwarzkunst“ hinzugeben. Er beschwört die Unterwelt und es erscheinen die „Agenten Plutos“. Aber erst Mephisto erscheint ihm als geeigneter Diener. Nach einigem Zögern schließt er mit ihm einen Pakt. Die Frist beträgt 24 Jahre. Faust fordert die Erfüllung all seiner irdischen Wünsche, ein liebenswürdiger Mensch zu werden und die Beherrschung der Künste. Im Gegenzug verlangt Mephisto, dass Faust sich nicht wasche, nichts lese, keine Universität betrete und niemanden liebe. Der Vertrag ist vor allem eine Flucht vor der Vergangenheit und ein Versuch des Vergessens. Fausts erster Befehl ist dann auch, ihn zwei Lieder aus dem Bauernkrieg vergessen zu machen.
Da Faust nicht mehr an den Bauernkrieg und seinen Verrat erinnert werden möchte, verlangt er von Mephisto, nach Atlanta zu reisen. Begleitet werden sie dabei noch von Hanswurst, den Wagner als Fausts Diener eingestellt hat. Er ist ein einfacher, gewitzter, dem Essen zugeneigter Bauer. Er ist vor der Zwangsrekrutierung während der Bauernkriege geflohen. Seine Auftritte sind voller Situationskomik und Wortspielereien.

### Zweiter Akt: Atlanta
In Atlanta angekommen, werden die Fremden misstrauisch von den Dienern des Herrn von Atlanta befragt. Neuem sei man skeptisch gegenüber, für Zauberei interessiere man sich nicht und wichtig sei immer die Geschäftstüchtigkeit.
Während Hanswurst sich von der Magd Grete verköstigen lässt, langweilt sich Faust mit Else, der Herrin von Atlanta. Sie erzählt selbstmitleidig, dass die Anlage des Gartens viele ihrer Sklaven das Leben gekostet habe. Aber wie auch im Garten immer wieder der frühere Sumpf hochkomme, so komme im Sklaven immer wieder der „Neger“ durch. Das Auspeitschen helfe nur für kurze Zeit. Faust ist angewidert.
Faust verspricht die Aufführung einer neuen Kunst, der Schwarzspiele. Aus der Bibel werden Szenen gewählt, die Faust als Illusion zeigen soll. Als erstes zeigt Faust die David-Goliat-Geschichte. Während ein atlantischer General die Geschichte für aufrührerisch hält, wird der Sieg des schwachen Bauern über den Söldner der Philister von den Sklaven bejubelt.
Das zweite Spiel zeigt, wie der Sklave Josef der Verführung durch die Frau des Potifar widersteht und so die Einheit der Sklaven erhält. Er lässt sich nicht korrumpieren und ein Hierarchie innerhalb der Sklaven entstehen.
Im dritten Spiel soll Faust die drei Juden, die gegenüber dem König Nebukadnezar II. auf ihrem Glauben beharren, zeigen. Die ursprüngliche Geschichte wird von einem Sekretär vorgetragen: Die Juden beharren auf ihrem Glauben. Deshalb werden sie in einen Ofen gestoßen. Dort beginnen sie zu singen und gerührt lässt Nebukadnezar sie frei. Für den atlantischen General ist das ein weiteres „Hetzmärchen“. Daraufhin verspricht Mephisto eine neue Version seines „Herrn“ Faust. Im Schwarzspiel verbrennen die drei Juden daraufhin einfach. Die Lieder werden von den Sklaven Atlantas aber weiter gesungen. Die Diener des Herrn, die „Finsterblickenden“, peitschen sie dafür aus. Der Herr von Atlanta verweist empört auf die Gleichheit in Atlanta. Er führt zwei unbedeutende Beispiele an, welche die Unterschiede zwischen Reichen und Armen ignorieren.
In einem letzten Schwarzspiel, angeregt von einem Sklaven, zeigt Faust unter Bezug auf Ovid die Szenerie eines goldenen Zeitalters: Dazu werden Brüderlichkeit, Freiheit, Gleichheit und Frieden gefordert. Die Herrschenden von Atlanta zeigen sich entsetzt über Details des Schwarzspiels, während die Sklaven es bejubeln.
Der Herr von Atlanta ist eifersüchtig auf Faust. Er hatte Fausts Gespräch mit Elsa belauscht und die abschließende Umarmung gesehen. Die Schwarzspiele taten ihr Übriges. Mephisto warnt Faust deshalb davor, das Bankett zu besuchen. Man würde ihn verhaften und ihm Hetze gegen Atlanta und revolutionäre Ideen vorwerfen. Mephisto zieht als einen möglichen Beweis ein Buch Thomas Müntzers aus Fausts Tasche. Mephisto liest verschiedene Stellen. Faust erwidert mit den darauf stehenden Strafen. Da er aber das Buch berührt und somit den Vertrag gebrochen hat, kann ihm Mephisto nicht helfen. Ihnen bleibt nur die Flucht.
Der kleine Teufel Auerhahn bekommt von Mephisto den Auftrag, Hanswurst zu retten. Der ist immer noch mit Grete zusammen und glücklich. Auerhahn versucht, Hanswurst ebenfalls zu einem Pakt mit ihm und der Unterwelt zu zwingen. Hanswurst lehnt ab, da er an seiner „kleinen verfressenen Seele hängt“. Schließlich presst Hanswurst Auerhahn einige Geschenke für Grete und einen zukünftigen Posten als Nachtwächter in Wittenberg ab und schließt so doch einen Vertrag mit Auerhahn. Für Auerhahn ist es die einzige Möglichkeit, den zögernden Hanswurst zum Aufbruch zu bewegen.
Die zurückbleibende Grete wird von den „Finsterblickenden“ verhört.

### Dritter Akt: Wittenberg
Unzufrieden über den kurzen oberflächlichen Ruhm in Atlanta und wieder in Wittenberg zu sein, möchte Faust ein großes Vorbild der Deutschen werden, „eine faustische Natur“. Faust will die Anerkennung der großen Herren. Auf Mephistos Rat hin, wird eine Ausstellung mit angeblich aus Atlanta mitgebrachten Schätzen aufgebaut. Der Bauernkrieg war kostspielig, und der Adel sucht nach neuen Geldquellen. Als der Adel eintrifft, bricht ein alter Diener zusammen, weil er in ihnen die Mörder seiner Söhne während des Bauernkrieges erkennt. Doch auch die arme Bevölkerung drängt in die Ausstellung. Wagner verkündet, Faust würde weitere Schätze dem Adel überlassen, um die Folgen des Bauernkrieges zu mildern. Es entsteht Unruhe. Ebenfalls anwesend ist der von Faust entlassene neue Nachtwächter Hanswurst. Er wird vom aufständischen Bauern Fischer als elendige Figur verhöhnt. Als Hanswurst unter einer Gruppe von ausgestellten „Eingeborenen“ seine Grete entdeckt, berührt er sie und die Figuren zerfallen zu Staub. Wagner berichtet, sie wurde als Verräterin in Atlanta hart bestraft.
Unter Fischers Führung werden nun alle Vitrinen zerschlagen und alle Schätze zerfallen. Der ängstliche Faust flüchtet zu Mephisto. Die Wachen erschießen Fischer. Mephisto gibt Faust die Verantwortung. Faust ist verzweifelt und verlangt Gesellschaft. Sie fliegen deshalb nach Leipzig, in Auerbachs Keller. Dort deutet Faust Studenten die Orpheus-Sage. Als Faust bemerkt, dass er seine Zuhörer nur langweilt, bittet er Mephisto um Hilfe. Der zeigt eine Illusion, in der Odysseus, Circe und ihre Gefährten als Schweine einen Tanz aufführen. Faust flieht angeekelt.
Zurück in Wittenberg verbirgt er sich in seinem Palast. Dem Wahnsinn nahe und sich selbst nicht mehr ertragend lässt er die Spiegel verhängen und wäscht sich ständig imaginäres Blut von den Händen.
Adlige ehren ihn für seine Opposition zu Müntzer. Sie erklären ihn zum großen Vorbild, allerdings wieder eine Art Vorbild, die Faust nicht anstrebte. Als Luther ihn umarmt, wendet Faust sich ab.
In der bedeutenden Confessio erzählt Faust seine Lebensgeschichte. Da er die Armut der Bauern nicht ertragen konnte, ging er ins Kloster. Als er die Verlogenheit und Hilflosigkeit der Kirche gegenüber der Armut erkannte, schloss er sich Luther an. Nachdem Luther zum Kampf gegen die Bauern aufgerufen hatte, schloss er sich Müntzer an. Ängstlich kehrte er aber nach dem Beginn der Bauernaufstände zu Luther zurück. Verzweifelt versuchte er als Arzt, zu helfen. Hilflos wechselte er dann zur Juristerei, wandte sich dann verdrossen der Philosophie zu. Da er aber nie etwas für das Wohl der Menschen ausrichten konnte, sich den revolutionären Bauern aber nicht anzuschließen traute, gab er sich der „Schwarzkunst“ hin. Jetzt aber erkennt er, dass dies nur sein tiefster Fall war. Mit den verhassten Herren hat er sich verbunden. Nach diesem endgültigen Verrat sieht er für sich nur noch den Untergang:
Nun geh ich elend zu Grund,

Und so soll jeder gehn,

Der nicht Mut hat,

Zu seiner Sach zu stehn.
Mephisto reißt ihn zurück ins Schauspiel und erzählt, dass auch er ein verstoßener Verräter sei und bereue. Es gebe für Faust auch einen Ausweg, eine mögliche Wiedergutmachung. Er brauche nur Zeit. Faust hofft wieder. Aber Mephisto kündigt ihm sein Ende an. Obwohl erst zwölf Jahre vorbei seien, sei der Vertrag abgelaufen, denn der Tag eines Bauern habe nur zwölf Arbeitsstunden. Faust habe aber 24 Stunden über ihn verfügt. Mit einer alten Bauernregel übervorteilt so Mephisto Faust.
Reuig irrt Faust durch die Stadt. Hanswurst beschimpft ihn als Verräter. Tricks und gute Taten helfen ihm nicht mehr. Als er gegen Mitternacht schwächelt, erscheint Mephisto als Arzt und nimmt ihn mit. Hanswurst wird von einem derben Weib gerufen. Den letzten Auftritt hat Karl; ein ihn begleitender Knabe singt ein hoffnungsvolles Lied. Zwei Bürger meinen, Karl sei nicht unterzukriegen.

## Aufführungen
- 1968 geplante und vom DDR-Kulturministerium verbotene Aufführung am Schauspiel Rostock, Regie Hans Bunge
- 1968 geplante und verbotene Lesung am Berliner Ensemble
- April 1974 Uraufführung am Landestheater Tübingen, Regie Otto Zonschitz
- 1976 Schauspielhaus Kiel
- 1977 Theatermanufaktur Berlin
- 1982 Berliner Ensemble, Regie: Manfred Wekwerth und Joachim Tenschert
- 2002 Akademie der Künste Berlin, einzelne von Hanns Eisler und Karl Heinz Füssl vertonte Fragmente
- 2004 Friedrich Schenkers Oper Johann Faustus nach dem Libretto von Hanns Eisler
- Juli 2007 im Rahmen der Wetzlarer Festspiele, musikalisch-kabarettistisches Programm unter Einbezug weiterer Lieder von Kurt Weill und Bertolt Brecht

### Primärliteratur
- Hanns Eisler: Johann Faustus. Oper. Aufbau-Verlag, Berlin (DDR) 1952
- Hanns Eisler: Johann Faustus. Fassung letzter Hand. Hrsg. von Hans Bunge. Mit einem Nachwort von Werner Mittenzwei. Henschelverlag Kunst und Gesellschaft, Berlin (DDR) 1983
- Hanns Eisler: Johann Faustus. Oper. Mit einem Nachwort von Jürgen Schebera. Faber und Faber, Leipzig 1996, ISBN 3-928660-63-2

### Sekundärliteratur
- Akademie der Wissenschaften der DDR (Hrsg.): Literarisches Leben in der DDR 1945–1960. Literaturkonzepte und Leseprogramme. Berlin 1979
- Martin Buchholz: Die rote Faust – Über Hanns Eislers „Johann Faustus“ In: konkret 04/1977, S. 44–46
- Hans Bunge: Die Debatte um Hanns Eislers „Johann Faustus“. Eine Dokumentation. Hrsg. vom Brecht-Zentrum Berlin. Basisdruck, Berlin 1991, ISBN 3-86163-019-2 (englische Rezension)
- Mark W. Clark: Hero or Villain? Bertolt Brecht and the crisis surrounding June 1953. (PDF) In: Journal of Contemporary History. Vol. 41, Nr. 3, 2006, S. 451–475, ISSN 0022-0094
- Peter Davies: Hanns Eisler’s „Faustus“ Libretto and the Problem of East German National Identity. (PDF) In: Music & Letters, Vol. 81, Nr. 4, November 2000, S. 585–598, ISSN 0027-4224
- Hanns Eisler: Zwei Briefe an Bertolt Brecht. In: Sinn und Form. Beiträge zur Literatur (hrsg. von der Deutschen Akademie der Künste). Sonderheft Hanns Eisler 1964. Berlin 1964
- Hanns Eisler: Gesammelte Werke. Bd. 2. Musik und Politik. Schriften 1948–1962 (hrsg. von S. Eisler, M. Grabs). Leipzig 1982
- Klaus F. Gille: „Wer immer streben sich bemüht …“: Überlegungen zur Faustrezeption. In: Neophilologus, Vol. 68, Nr. 1, Winter 1984, S. 105–120, ISSN 0028-2677
- Manfred Grabs: Hanns Eisler – Werk und Edition. In: Arbeitsheft 28 (hrsg. von der Akademie der Künste der DDR). Berlin 1978
- Ernst Fischer: Doktor Faustus und der deutsche Bauernkrieg. In: Sinn und Form. Heft 6. 1952. Berlin 1952
- Jan Knopf: Erblasser Dr. Johann Faust. Hanns Eisler Faustoper und die deutsche Traditionen. In: Joachim Dyck, Heinrich Gossler u. a.: Brechtdiskussionen. Kronberg/Taunus 1974
- Eckart Kröplin: Operntheater in der DDR. Zwischen neuer Ästhetik und politischen Dogmen. Henschel 2020. ISBN 978-3-89487-817-7
- Künstlerhaus Bethanien (Hrsg.): Hanns Eisler, Johann Faustus: zwischen Bauernkrieg und schwarzer Kunst. Eine Produktion der Theater-Manufaktur Berlin. Künstlerhaus Bethanien 1977
- Georg Lukács: Faust und Faustus. Vom Drama zur Menschengattung der Tragödie der modernen Kunst. Ausgewählte Schriften II. Berlin 1967
- Gert Mattenklott: Brecht und Eisler in Wien und Berlin. Die Arbeit am Faustus. In: John Warren, Zitzlsperger (Hrsg.): Vienna Meets Berlin. Cultural Interaction 1918–1933. P. Lang, Oxford / New York 2005, ISBN 3-03910-548-5, S. 217–282
- Karl-Otto Maue: Hanns Eislers „Johann Faustus“ und das Problem des Erbes. Interpretation des Libretto und seine zeitgenössische Diskussion in der DDR 1952/53. Kümmerle, Lauterburg 1981, ISBN 3-87452-516-3
- Christoph Müller: Faust in der deutschen Misere – Die Tübinger Uraufführung des Johann Faustus. In: Theater heute 5/1974
- Gerhard Müller: Eisler und die Faustus-Debatte. In: Hanns Eisler Gesellschaft e. V.: Hanns Eisler der Zeitgenosse. Positionen – Perspektiven. Materialien zu den Eisler-Festen 1994 (hrsg. von Günter Mayer). Leipzig 1997
- Inge Münz-Koenen u. a.:  Literarisches Leben in der DDR 1945–1960. Berlin 1979
- Ulrich Roland: Goethes „Faust“ und der Fauststoff in der DDR. Zu Problemen der Rezeption von 1945–1955. Greifswald 1984
- Irmgard Schartner: Hanns Eisler, Johann Faustus. Das Werk und seine Aufführungsgeschichte. Lang, Frankfurt/Main / Berlin / Bern / New York / Paris / Wien 1998, ISBN 3-631-33363-3
- Peter Schweinhardt (Hrsg.): Hanns Eislers „Johann Faustus“. 50 Jahre nach Erscheinen des Operntexts 1952. Symposion. Breitkopf und Härtel, Wiesbaden / Leipzig / Paris 2005, ISBN 3-7651-0381-0
- Sozialistische Zeitschrift für Kunst und Gesellschaft. Heft 20/21. Berlin 1973 (Neuauflage 1975)
- Deborah Vietor-Engländer: Faust in der DDR. Peter Lang Verlag, Frankfurt/Bern 1986
- Deborah Vietor-Engländer, Hans Bunge: Die Debatte um Hanns Eislers „Johann Faustus“. In: Weimarer Beitrage. Zeitschrift für Literaturwissenschaft, Asthetik und Kulturwissenschaften, Vol. 38, Nr. 2, 1992, S. 308–314, ISSN 0043-2199
- Klaus Völker: Deutsche Nationaloper ohne Musik – Zu Hanns Eislers Johann Faustus. In: Theater heute 5/1974
- W. Zobl: Die Auseinandersetzung um Eislers revolutionäre Umfunktionierung des Dr. Faustus. In: Hanns Eisler. Sonderband der Zeitschrift Das Argument (AS 5), Berlin (West) 1975